# Anadolu Hisari

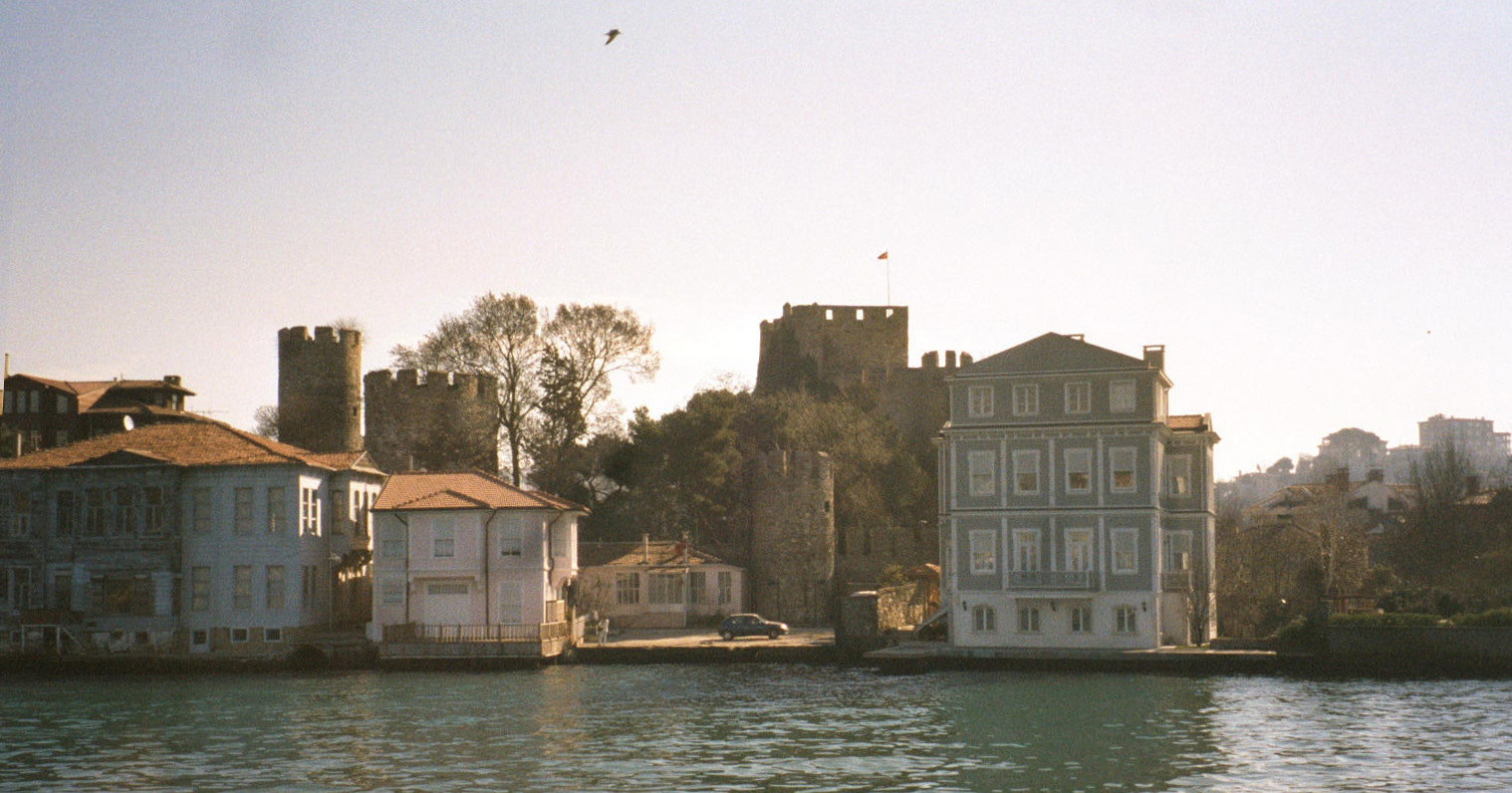
Anadolu Hisarı

Anadolu Hisarı (també Anadoluhisari; altres noms: Güzeldje Hisar, Yenidje, Yeni Hisar i Akča Hisar) és una fortalesa de Turquia, a Istanbul, a la riba asiàtica del Bòsfor. Dona nom a un barri. La seva altura era de 25 metres, cosa que la feia un bon lloc d'observació. Les muralles formen un pentàgon irregular i la torre és quadrada.
Fou construïda per Baiazet I el 1394 per tallar les comunicacions entre Constantinoble i la mar Negra. Ocupa una superfície de 7.000 m2 i es troba a 660 metres de l'estret del Bòsfor, prop del rierol Göksu (clàssic Aretos), un lloc popular d'esbarjo modernament anomenat "Aigües Dolces d'Europa". Abans de la batalla de Varna, el 10 de novembre de 1444, les tropes otomanes van creuar per aquest punt cap a Europa.
El 1451-1452 Mehmet II va construir una altra fortalesa al nord, a la part oposada, Rumeli Hisari, i va millorar Anadolu Hisari amb una muralla de dos metres a l'entorn, i tres torres. Després de la conquesta de Constantinoble el 1453 semblava que ja no seria més necessària i es va dedicar a presó, fins que els atacs del cosacs la van fer altre cop útil i Murat IV (1623-1640) va haver de construir dues fortaleses més: Rumili Kawagi i Anadolu Kawagi.
Després fou abandonada durant anys i restaurada el 1928 i altre cop el 1991-1993. Es conserva una part de la vil·la construïda per Amudjazade Husayn Pasha vers el 1695, un dels pocs exemplars d'arquitectura civil otomana.